# Dáčtina

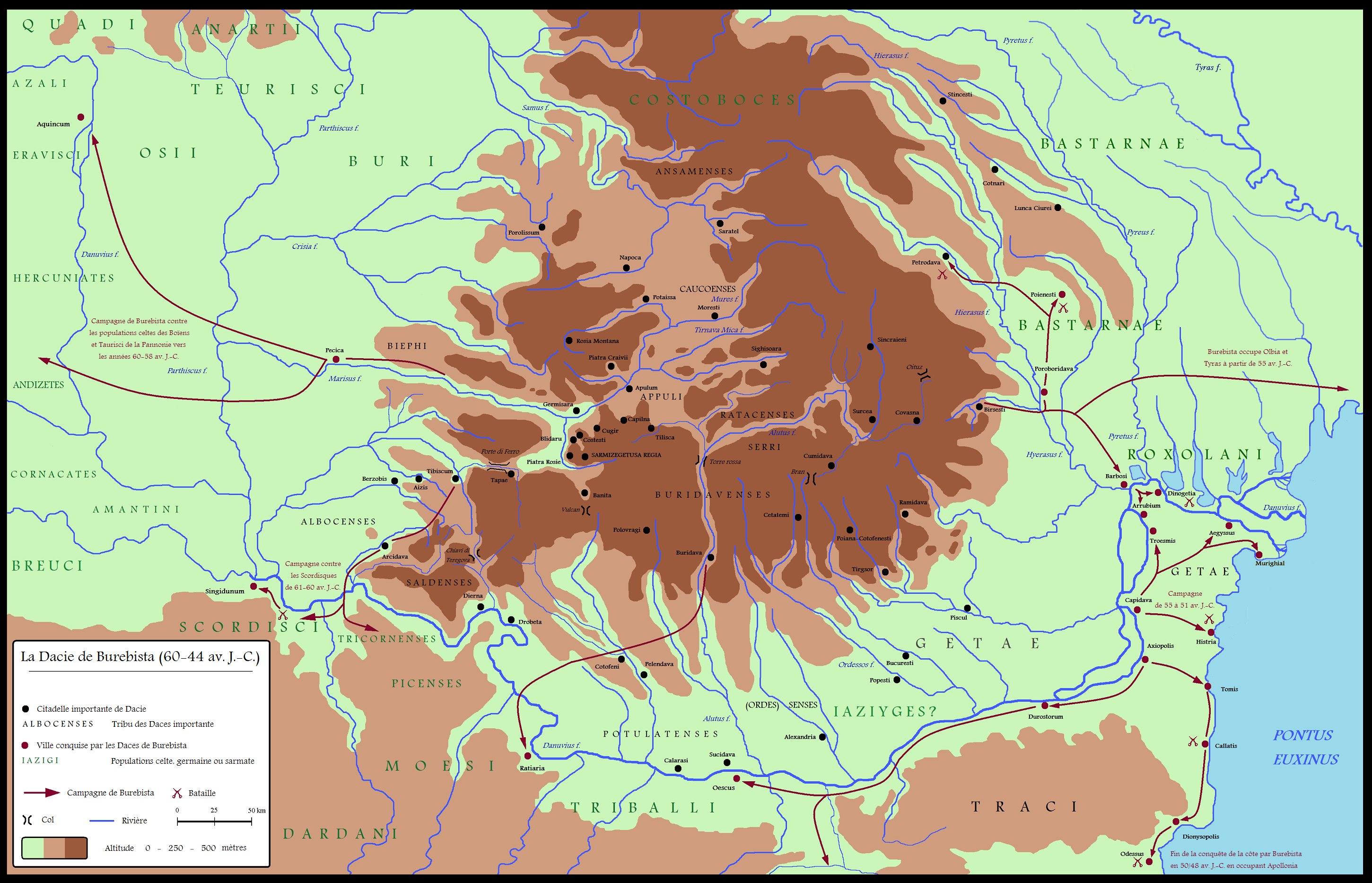
Mapa Dácie v 1. století př. n. l.

Dácký jazyk byl indoevropský jazyk, jímž ve starověku hovořili obyvatelé Dácie a pravděpodobně také Moesie. Někteří badatelé ho považují za dialekt thráckého jazyka, který je proto někdy označován jako thráko-dácký jazyk. Podle alternativních teorií byla dáčtina samostatným jazykem příbuzným thráčtině a fryžštině. Moderní rumunština obsahuje stovky slov majících zřejmě původ v této řeči.